# تل العميري
تل العمري هو موقع أثري لمستوطنة بشرية تقع على مسافة 16 كم جنوبي العاصمة الأردنية عمان على طريق المطار وملاصقة لمنتزه عمان القومي. تعود في نشأتها إلى العصر الحجري النحاسي حيث تواصل السكن في مواقع هذه المرحلة، وكانت طبيعة تل العميري مستقرة بشرية في المرحلة الأولى من العصر البرونزي القديم بمثابة قرى زراعية غير محصنة تدل على استمرارية الاستيطان من العصر الحجري النحاسي، وتحولت في المرحلة الثانية من العصر البرونزي القديم إلى «دولة مدينة» وأستمرالاستيطان حتى بداية الفترة الهلينستية في الأردن.

## العصر البرونزي في تل العميري

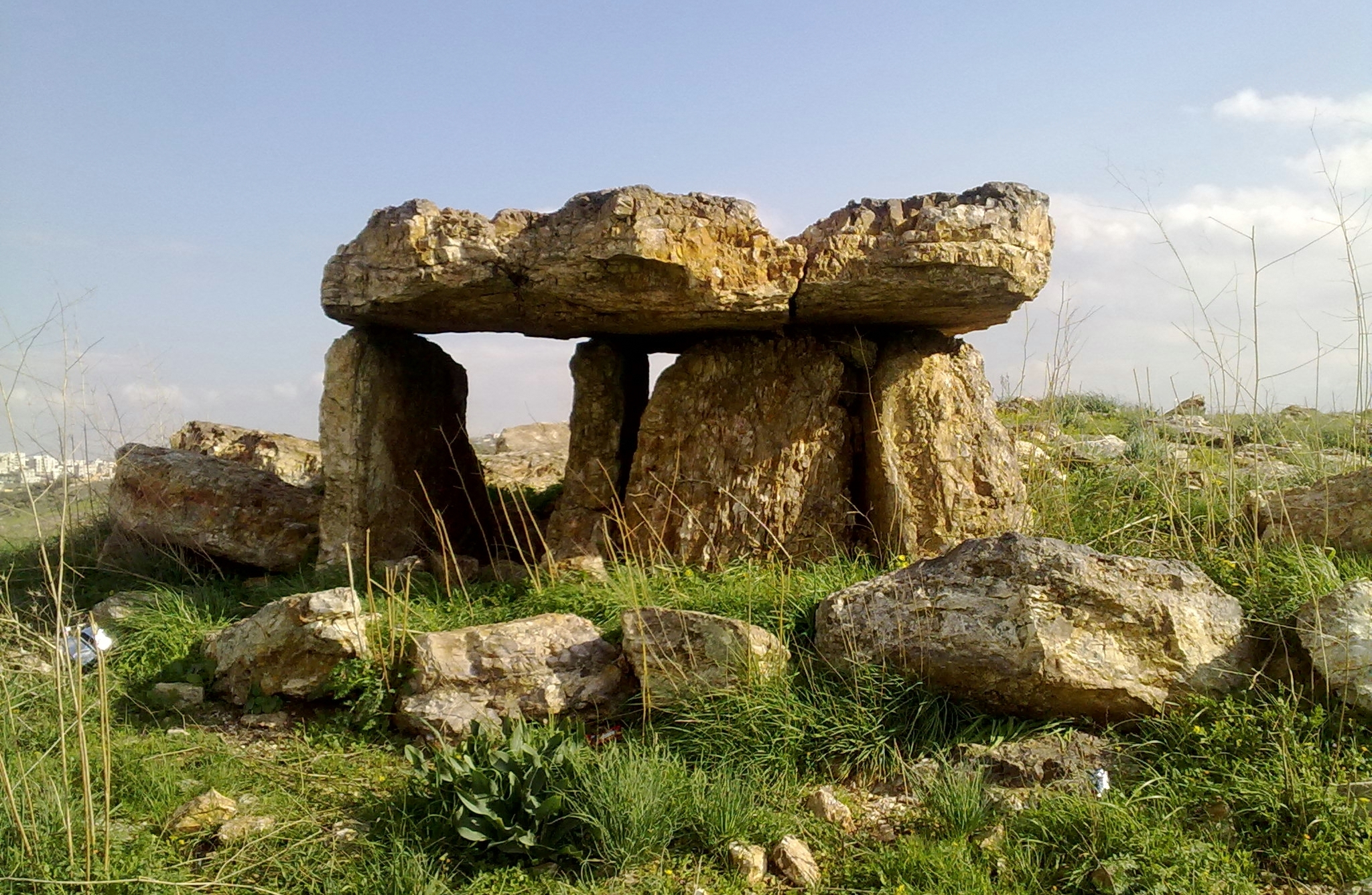
دولمن كالذي وجد في الموقع

تحول تل العميري من القرية الزراعية المؤرخة إلى المرحلة الأولى من العصر البرونزي القديم التي يقودها شيخ القبيلة أو العشيرة إلى تجمعات سكانية كبيرة تتكون من العديد من الطبقات الاجتماعية. ذكر خير ياسين في كتابه جنوبي بلاد الشام تاريخه وأثاره في العصور البرونزية تل العميري على انه «تقع هذه المستوطنة على طريق عمان مطار عمان الجديد، ويبدو انها كانت في مرحلة ما قبل عصر بناء المدن، فقد بنيت منازلها بشكل عشوائي على شكل غرف تحيط بها المصاطب من الداخل، ولكل غرفة مدخل يطل على الشارع، كما بنيت مستودعات الاغذية بشكل دائري بمحاذاة المنطقة السكنية، ويبدو ان تخطيط المدينة قد التزم بالتخطيط العام الذي فرضته امتدادات شوارع المدينة وأزقتها». وتم العثور على دولمن من هذه الفترة، أي فترة العصر البرونزي المبكر، يحتوي على  هيلكل عظمية لعشرين شخصاً عظامها مفصولة عن بعضها البعض بالإضافة إلى لقى فخَّاريِّة.

## العصر الحديدي في تل العميري
يذكر زيدان كفافي في كتابه تاريخ الأردن وآثاره في العصور القديمة أن تل العميري من أهم المستقرات البشرية التي جرى التنقيب فيها والتي تعود للعصور الحديدية حيث بلغت مساحة الموقع حوالي 117 هكتاراً وكان محاط بسورمزدوج casemate wall عثر المنقبون بداخله على كسر فخارية من الجرار المعروفة باسم collared- rim jar، بالأضافة إلى العثور على عدد من الكسر الفخارية المؤرخة للعصر الحديدي الأول في الجدران الداعمة لهذا السور. ان مساحة البلدة خلال العصر الحديدي الثاني لم تزداد بل بدت اصغر مساحة من السابق في القرن السابع قبل الميلاد. وعثر أيضاً في الموقع على بوابة وقلعة عمونية، وعلى طبعة ختم لأحد العمونيين اسمه بعل يشع داخل الطمم في القلعة، كشفت التنقيبات الأثرية في تل العميري على نماذج من البيت متعدد الحجرات الذي كان نمطاً شائعاً منذ بداية العصر الحديدي ليتناسب مع اشتغال المجتمع بالاعمال الزراعية الرعوية التي اقتضت تصميم البيت على هذا النحو، حيث يتكون من ثلاث أو اربع حجرات وفناء تأوي فيه المواشي ولبعض الأعمال المنزلية.

## الفترة البابلية الحديثة والفارسية في تل العميري
اجري عدد كبير من الحفريات والمسوحات الاثرية في الأردن إلا أن المكتشفات الأثرية والمعلومات التي نشرت عن هذه الفترة قليلة جداً، حيث كان نصيب المواقع التي تعود لهذه الفترة ضئيل جداً تشكلت في ثلاثة مواقع هي السلع، تل المزار، تل العميري التي دلت على تواصل في سكنى الموقع من العصور البرونزية وحتى نهاية الفترة الفارسية. عثر في تل العميري على مبان تعود للفترة الفارسية، استخدم أقدمها مكاناً لاقامة الإدارة الفارسية في المنطقة.وعثر في هذا المبنى على اثنين من أيادي الجرار الفخارية المختومة باسم شوبا عمون وفي هذه إشارة لمقاطعة عمون الفارسية وكشف أيضاً عن مساكن بنيت فوق مبنى الإدارة الفارسية. جاءت الاواني الفخارية التي استخدمت في تل العميري من أفضل الامثلة على الفخار الفارسي في الأردن، فقد عثر في تل العميري على فخار يعود للفترة الفارسية محلي الصنع متلازم مع فخار يوناني من القرنين الخامس والرابع قبل الميلاد، ولاحظ الدارسون ان الاواني الفخارية التي استخدمت خلال نهاية العصر الحديدي الثاني ظلت مستعملة في الفترة الفارسية. جاءت أهم اشكال الاواني التي عثر عليها في تل العميري جرار لها حواف مثلثة الشكل ذات اشكال مختلفة، وباطيات ذات رقاب وزبادي بأنواع متعددة، وسرج منبسطة على شكل صحن. واما الزخارف فكان أهمها على شكل مثلثات مقلوبة.